# Eric Frenzel
Eric Frenzel (Annaberg-Buchholz, 21. studenog 1988.) - njemački sportaš u nordijskoj kombinaciji, olimpijski i svjetski prvak
Eric Frenzel debitirao je u nordijskoj kombinaciji 1. ožujka 2003. godine u Le Brassusu, u Švicarskoj. Godine 2009. bio je dio njemačke ekipe koja je na Svjetskom prvenstvu u Liberecu u Češkoj osvojila srebro.
Na Zimskim olimpijskim igrama u Vancouveru 2010. osvaja brončanu medalju u timskom natjecanju. Na Svjetskom prvenstvu u Oslu 2011., osvojio je zlatnu medalju u pojedinačnoj konkurenciji u disciplini mala skakaonica i 10 km trčanje, srebrno u obje momčadske utrke i brončanu medalju u disciplini velika skakaonica i 10 km trčanje.
Na sljedećem Svjetskom prvenstvu u Val di Fiemmeu 2013. osvojio je zlatnu medalju na velikoj skakaonici i 10 km trčanje te brončanu medalju u timskom sprintu; a na kraju sezone Svjetskog kupa osvojio je prvi put prvo mjesto i kristalni globus. Pobjeđivao je ukupno u Svjetskom kupu i sljedeće četiri sezone.
Na Olimpijskim igrama u Sočiju 2014. osvojio je prvo mjesto u pojedinačnoj konkurenciji u disciplini mala skakaonica i srebro u timskom natjecanju.
Na Svjetskom prvenstvu u Falunu u 2015. osvojio je zlatnu medalju u ekipnom natjecanju i srebro u ekipnom sprintu. Na Svjetskom prvenstvu u Lahtiju 2017., osvojio je zlatne medalje u dva ekipna natjecanja i srebro u disciplini mala skakaonica i 10 km trčanje.
Na Olimpijskim igrama u Pjongčangu 2018. osvojio je zlatnu medalju u disciplini mala skakaonica i 10 km trčanje.

## Vanjske poveznice
|  | Zajednički poslužitelj ima još gradiva o temi Eric Frenzel |